# Raymond Charmet
Pour les articles homonymes, voir Charmet.
Raymond Charmet-Ochse, dit Raymond Charmet, né le 13 juin 1904 à Paris, et mort le 10 septembre 1973 dans sa ville natale, est un artiste peintre français et un critique d'art.

## Biographie
Raymond Charmet, né en 1904 à Paris, obtient son diplôme d'enseignant de littérature en 1927 et connait une brillante carrière universitaire. Il est également critique d'art pendant plus de 20 ans et écrit des livres sur l'art, publiant de nombreux livres et monographies, principalement sur la peinture moderne (Pierre Ambrogiani, André Vignoles...).
Il meurt en septembre 1973 à Paris,.